# Università del Waikato
L'Università del Waikato è un'università pubblica in Nuova Zelanda. Fondata nel 1964, ha la sede principale a Hamilton e un campus satellite a Tauranga.
Comprende sette facoltà, tre scuole speciali, sette istituti di ricerca e quattro residence studenteschi.

## Storia
Nel 1956, due cittadini di Hamilton lanciarono una petizione affinché fosse fondata un'università in loco. Dopo un tira e molla col governo neozelandese, l'università venne finalmente fondata nel 1964. È stata la prima università in Nuova Zelanda a dotarsi di internet (1989). Nel 1998 è stato creato il secondo campus dell'ateneo, a Tauranga.

## Struttura

### Facoltà
- Arte e scienze sociali
- Legge
- Matematica e informatica
- Medicina
- Scienze dell'educazione
- Scienze e ingegneria
- Studi maori e indigeni

### Scuole speciali
- Te Mata Kairangi School of Graduate Research
- Waikato Pathways College
- Waikato Management School

### Istituti di ricerca
- Environmental Research Institute (ERI)
- Institute for Business Research (IBR)
- Institute of Professional Learning (IPL)
- Te Kotahi Research Institute (TKRI)
- National Institute of Demographic and Economic Analysis (NIDEA)
- Wilf Malcolm Institute of Educational Research (WMIER)
- Institute for Security and Crime Science